# Kurs (Navigation)

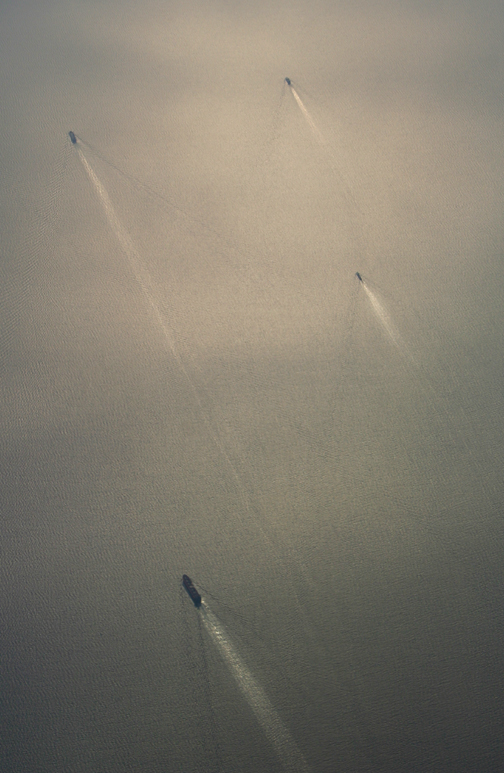
Vier Schiffe auf gleichem Kurs im Ärmelkanal

Unter Kurs versteht man den stets dreiziffrig in Grad angegebenen, in der Horizontalebene gemessenen Winkel zwischen einer Bezugsrichtung und der Bewegungs- oder Vorausrichtung eines Schiffs oder Flugzeugs. Hingegen heißt der Winkel zwischen einer Bezugsrichtung und der in die Horizontalebene projizierten Richtung zu einem Objekt hin nach DIN 13312 Peilung; Peilungen können normgerecht auch halb- oder viertelkreisig gezählt werden.
Kurse in Bezug zum geografischen Nordpol werden als rechtweisend, in Bezug zum magnetischen Nordpol als missweisend bezeichnet. Die Winkel werden dabei im Uhrzeigersinn gezählt. Kurs 090 bedeutet also Kurs Ost.
Aus der gemessenen oder geschätzten Geschwindigkeit und der Zeit bis zur Kursänderung werden die in Kursrichtung zurückgelegten Wegstrecken während der Fahrt laufend errechnet und in die Karte eingetragen. Das Verfahren heißt Koppelnavigation. Sie wird durch Standortbestimmungen überprüft und bei Bedarf korrigiert. Standortbestimmungen können durch Peilung von Landmarken bekannter Positionen, durch andere Methoden der terrestrischen Navigation und Astronavigation sowie mit technischen Hilfsmitteln der Ortsbestimmung, wie zum Beispiel GPS, vorgenommen werden.

## Bezeichnungen

### Winkel relativ zur Nordrichtung nach DIN 13312
Die DIN 13312 normiert (unter anderem) Begriffe und Abkürzungen der Navigation. Die verwendeten Begriffe unterscheiden sich dabei je nach Anwendungsgebiet (Seefahrt oder Luftfahrt). Es wird zwischen folgenden Nordrichtungen und Kursen, den damit in Zusammenhang stehenden Abkürzungen sowie deren englischen Entsprechungen unterschieden:
- rwN = rechtweisend Nord = True North (TN) = geographische Nordrichtung.
- mwN = missweisend Nord = Magnetic North (MN) = Richtung der Horizontalkomponente des Erdmagnetfelds.
- MgN = Magnetkompass-Nord (Seefahrt), Kompass-Nord (Luftfahrt) = Compass North (CN) = Richtung, in die die Kompassnadel zeigt (vom Erdmagnetfeld und von der Deviation bestimmtes Nord).

- rwK, rwSK = rechtweisender Kurs (Seefahrt), rechtweisender Steuerkurs (Luftfahrt) = True Course (TC), True Heading (TH), Course to Steer (CTS) = Winkel zwischen rechtweisend Nord und der Rechtvorausrichtung des Fahrzeugs

- mwK, mwSK = missweisender Kurs (Seefahrt), missweisender Steuerkurs (Luftfahrt) = Magnetic Course (MC), Magnetic Heading (MH) = Winkel zwischen missweisend Nord und der Rechtvorausrichtung des Fahrzeugs.

- Mw = Missweisung = (magnetic) variation = Ortsabhängige Differenz zwischen rechtweisend und missweisend Nord. Die Missweisung ist kein Kurs, sondern ein Korrekturwert.

- MgK = Magnetkompasskurs (Seefahrt), Kompasskurs (Luftfahrt) = Compass Course (CC), Compass Heading (CH) = Winkel zwischen Magnetkompass-Nord und der Rechtvorausrichtung des Fahrzeugs.

Die Rechtvoraus-Richtung entspricht dabei der (in die Horizontalebene projizierten) Längsachse eines Flugzeugs bzw. der Kiellinie eines Schiffes. Wegen der Störeinflüsse von Wind und Meeresströmung unterscheidet sich die Rechtvoraus-Richtung fast immer von der Bewegungsrichtung:
- KdW = Kurs durchs Wasser =  Course through the Water (CTW) = Winkel zwischen rechtweisend Nord und der Richtung des Weges durchs Wasser (nur Seefahrt). Berücksichtigt die Abdrift durch Wind, aber nicht die Stromversetzung.

- KüG = Kurs über Grund = Course over Ground (COG) = Winkel von rechtweisend Nord bis zur Richtung des Weges über Grund (Bewegung relativ zur Erdoberfläche). Berücksichtigt in der Seefahrt Abdrift durch Wind und Stromversetzung, in der Luftfahrt die Abtrift.

### Kurskorrekturen
Die im Folgenden verwendeten Begriffe sind größtenteils nicht nach DIN 13312 normiert.

Richtungsbezeichnungen

Der direkte Weg von einem Ausgangspunkt (origin) zum Ziel (destination) führt über den Kurs. Das ist die Verbindungslinie beider Punkte,  -
siehe Zeichnung. Bei einer Störung, beispielsweise eine Strömung oder Querwind, wird das Ziel verfehlt. Der zurückgelegte Weg, der Weg über Grund oder Track, weicht vom Kurs ab. Der Schiffs- oder Flugzeugführer steuert gegen. Da der Antrieb mit der Fahrzeugachse (Heading) verbunden ist, dreht er das gesamte Fahrzeug in Richtung der Störung. Wenn es gelingt, den Kursfehler (TKE, Abweichung zwischen geplantem Kurs und Track) auszugleichen, folgt das Fahrzeug seinem ursprünglichen Kurs, aber parallel versetzt um die sogenannte Querablage zum Sollkurs. Da nun TKE Null ist, bestimmt der Driftwinkel die Verkippung des Fahrzeugs aus der Fortbewegungsrichtung.
Von der augenblicklichen Position aus liegt das Ziel in Peilrichtung (bearing). Um dort anzukommen, muss der Winkel zwischen Peilung und Track, also die Kursabweichung (turn), auf Null reduziert werden.
In der Vergangenheit war es außerordentlich schwierig, den Weg über Grund und damit den eigenen Standort zu bestimmen. Heute zeichnen GPS-Empfänger in Echtzeit Tracks an jedem Ort der Erde auf.

GPS-Richtungsanzeiger für Kurs (rot) und Peilung (grün). Norden ist oben. Ausrichtung entlang der Orientierung des Flugzeugs aus oberer Grafik.

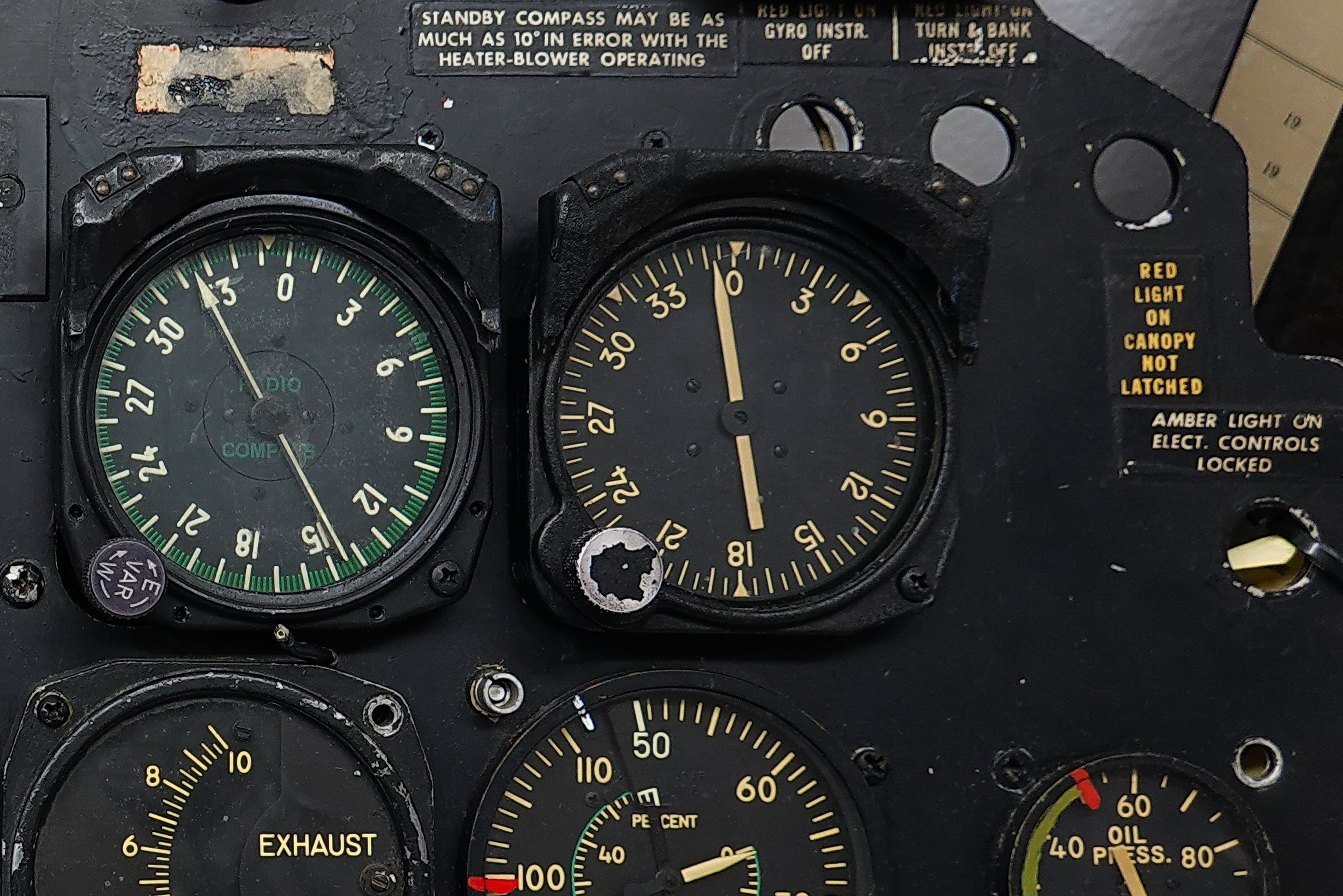
Radio- (links) und Magnetkompass (rechts) einer stillgelegten T-33 A-1

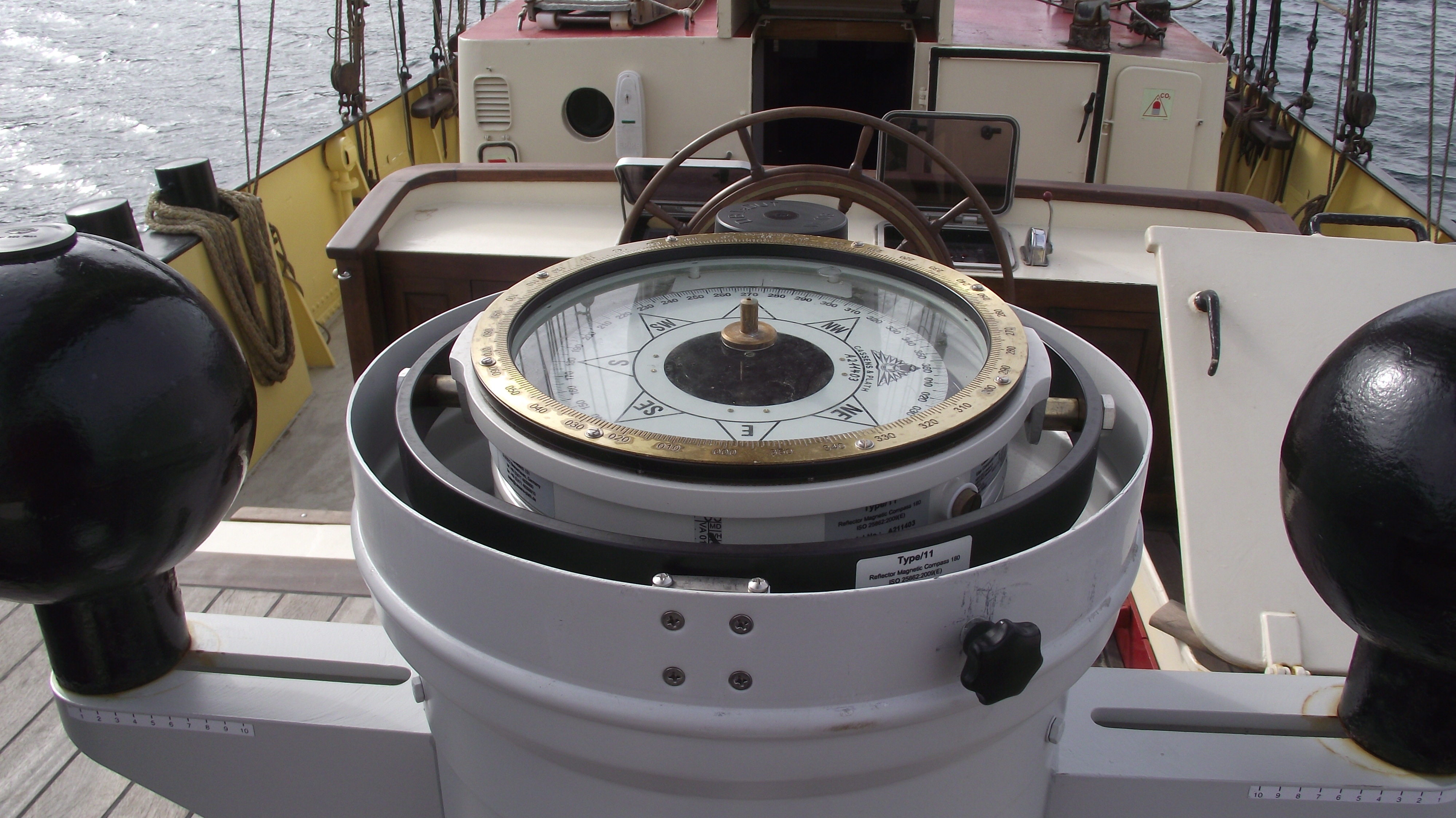
Kompass des Zweimastschoners Noorderlicht

Bezeichnungen, siehe Zeichnung oben:
Kurs (Course, Desired Track, DTK)
Der geplante Weg vom Ausgangspunkt (Origin) zum Ziel (Destination);
Weg über Grund (Track, TRK, Course over Ground, COG)
Tatsächlich zurückgelegter Weg, Bodenspur;
Peilung (Bearing)
Verbindungslinie von der aktuellen Position zum Ziel;
Orientierung (Heading)
Orientierung des Fahrzeugs;
Querabweichung zum Sollkurs (Off Course, Crosstrack distance, Crosstrack error, XTK)
Abstand zwischen geplantem und aktuellem Kurs;
Kursabweichung(TKE, Turn)
Winkel zwischen Peilung und Track, also die Abweichung vom Ziel relativ zum zurückgelegten Weg; da es heutzutage möglich ist, den Track kontinuierlich zu erfassen, kann der Turn auf Null gesteuert und fortlaufend ein Peilkurs eingehalten werden;
Kursfehlerwinkel (Track (error) angle, TKE)
Winkel zwischen geplantem Kurs (Course) und dem Weg über Grund (Track);
Driftwinkel (Drift Angle, DA)
Winkel zwischen Weg über Grund und Orientierung. Wenn TKE=0, heißt der Winkel auch Luvwinkel (WCA).
Die Grafik zeigt die Richtungsanzeiger eines GPS-Empfängers im Flugzeug aus der oberen Grafik. Der Querabstand des unterbrochenen Kurs-Pfeils (rot) korreliert mit der Querabweichung. Der grüne Pfeil zeigt die Peilung, der äußere Rahmen die Orientierung des Flugzeugs. Norden ist oben.

### Abgeleitete Größen
Kurs und Geschwindigkeit bestimmen weitere Größen:
- Geschwindigkeit über Grund (engl. speed over ground SOG): Geschwindigkeit bezogen auf die Erdoberfläche.
- Gutgemachte Geschwindigkeit, auch Vektorgeschwindigkeit (engl. Velocity Made Good VMG):  effektive Geschwindigkeit zum Ziel
- Zeit bis zum Ziel (engl. estimated Time elapsed ETE): geschätzte Zeit bis zum Erreichen des Ziels
- Geschätzte Ankunftszeit (engl. Estimated time of arrival ETA)

## Geschwindigkeitsbegriffe und -messgeräte
In der Luftfahrt wird die Geschwindigkeit durch die umgebende Luft als Fahrt bezeichnet, in der Seefahrt die analoge Geschwindigkeit als Fahrt durch das Wasser (FdW), die Geschwindigkeit auf der Erdoberfläche jedoch als Fahrt über Grund (FüG). Die Messung der Fluggeschwindigkeit erfolgt mit dem Fahrtmesser. Einer groben Bestimmung der Fahrt durch das Wasser dient das Log bzw. die Logge eines Schiffes.

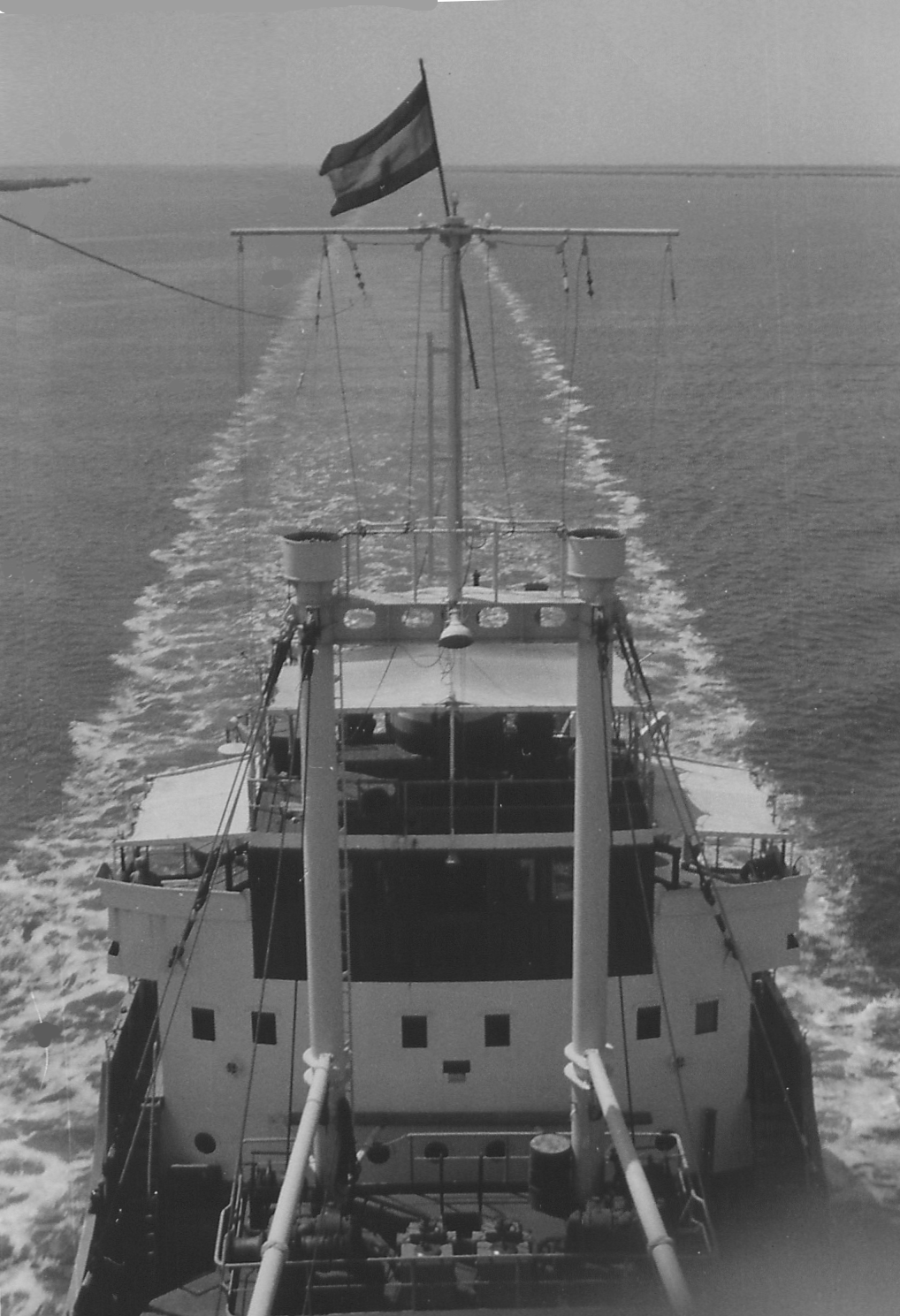
Das Schiff hält exakten Geradeaus-Kurs

## Weitere Kursbegriffe
Vor allem für windgetriebene Boote gibt es – praktisch ohne Bedeutung für die Navigation – verschiedene Begriffssysteme unter der Bezeichnung Kurs zum Wind. Hierbei ist als Bezugsrichtung für (schnelle) Eissegler die auf der Erdoberfläche wahrzunehmende Windrichtung festgelegt. Bei (langsamen) Segelfahrzeugen herrscht hingegen derzeit (2007) die Tradition vor, die Richtung des auf dem Fahrzeug verspürten „scheinbaren“ Windes, der sich aus meteorologischem Wind und Fahrtwind durch Vektoraddition zusammensetzt, als Bezugsrichtung anzunehmen. In diesem Zusammenhang ist wohl einer der bekanntesten Begriffe in der Praxis der vom „Kurs halten“ was so viel bedeutet wie „einen vorgegebenen Kurs exakt einhalten bzw. steuern“ (seemännische Anweisung an den Rudergänger: „recht so“ oder auf Englisch „steady“). Der Begriff „Kurs halten“ gilt in gleicher Weise in der Luft- wie in der Schifffahrt.